# 長泉なめり駅

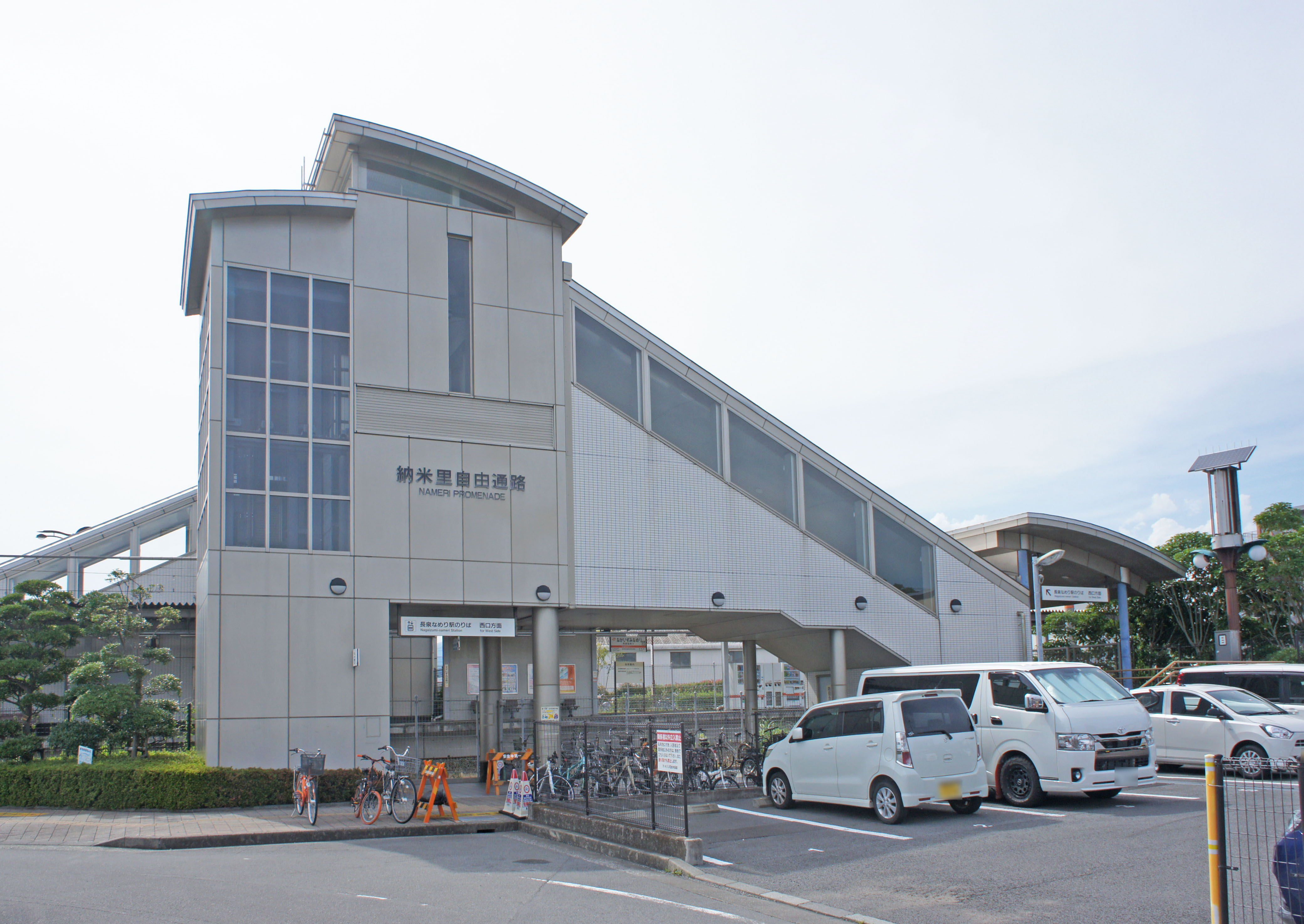
東口（2022年6月）

長泉なめり駅（ながいずみなめりえき）は、静岡県駿東郡長泉町納米里（なめり）にある、東海旅客鉄道（JR東海）御殿場線の駅である。駅番号はCB15。
静岡県立静岡がんセンターの最寄駅である。2002年（平成14年）9月7日に新設された。駅名の「なめり」は、駅所在地の地名「納米里」の読みに由来する。

## 歴史
駅間距離の長い裾野駅と下土狩駅の間に新駅を誘致する活動は長泉町により1988年（昭和63年）から行われていた。1996年（平成8年）に静岡がんセンターの建設が決定すると新駅設置計画も具体化し、がんセンターの開院にあわせて当駅も開業した。

### 年表
- 2000年（平成12年）5月14日：長泉町JR御殿場線新駅設置期成同盟会設立[3]。
- 2002年（平成14年）
  - 2月26日：駅名が「長泉なめり駅」に決定[3]。
  - 9月7日：開業[1][4]。駅とがんセンターを結ぶ定期バス運行開始[3]。
- 2010年（平成22年）3月13日：ICカード「TOICA」の利用が可能となる[5]。

## 駅構造
単式ホーム1面1線のみを持つ地上駅で、ホームは線路の西側にある。駅の出入口は、ホーム側にある西口と、そこから構内の東西を結ぶ自由通路（跨線橋、名称は納米里自由通路）を通った先に開設されている東口の2か所。裾野駅管理の無人駅である。当駅には自動券売機が設置されていないのできっぷを購入することが出来ない。またICカード乗車券のチャージ機も設置されていない。
静岡がんセンターの最寄駅ということもあってバリアフリーに対応しており、車椅子対応のスロープ、音声誘導装置、点字案内板、エレベーター、障害者対応のトイレ、障害者対応の駐車場が設置されている。駅前の道路からホームまで段差を越えることなく行き来できる。

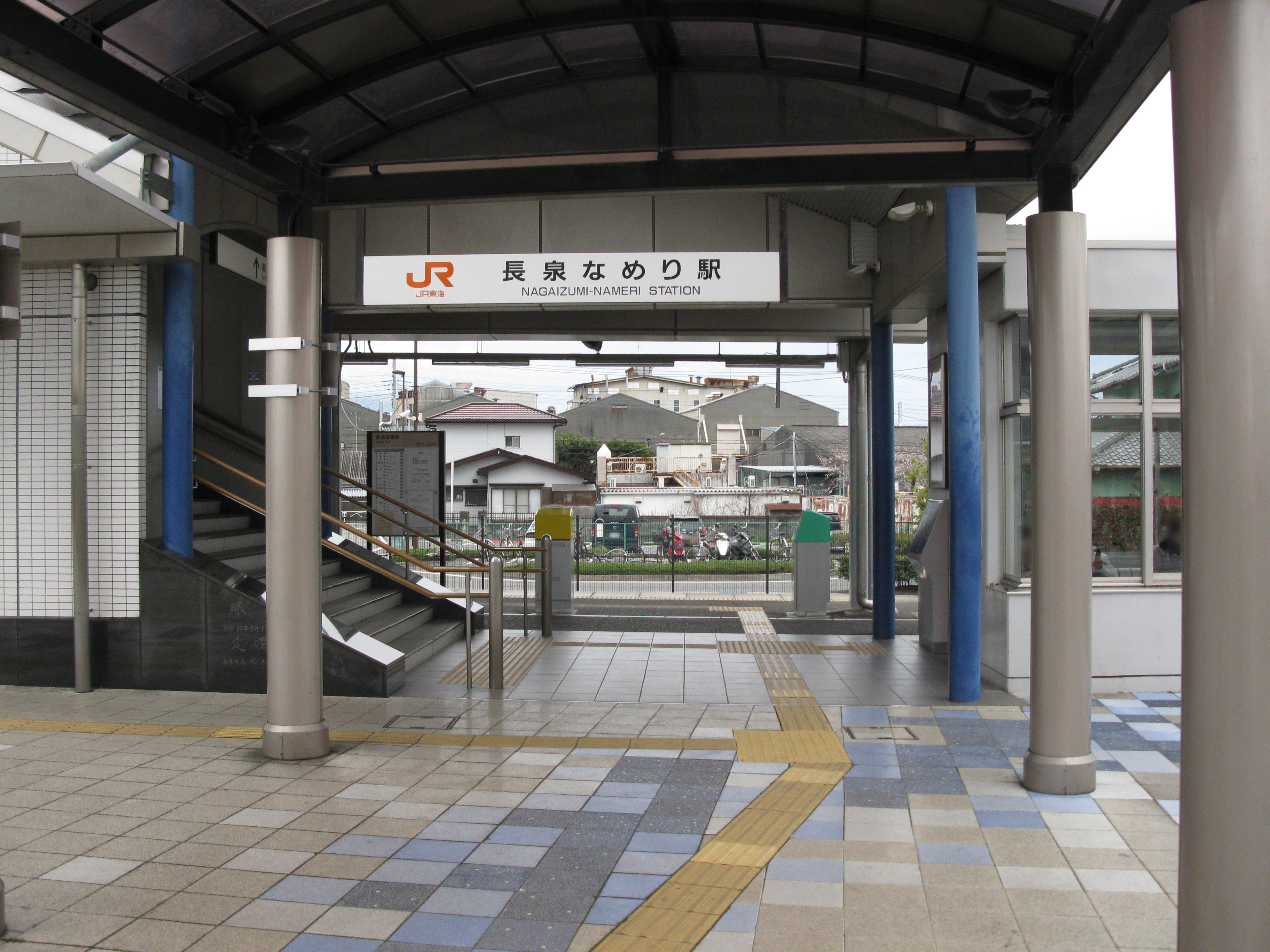
改札口（2010年3月）
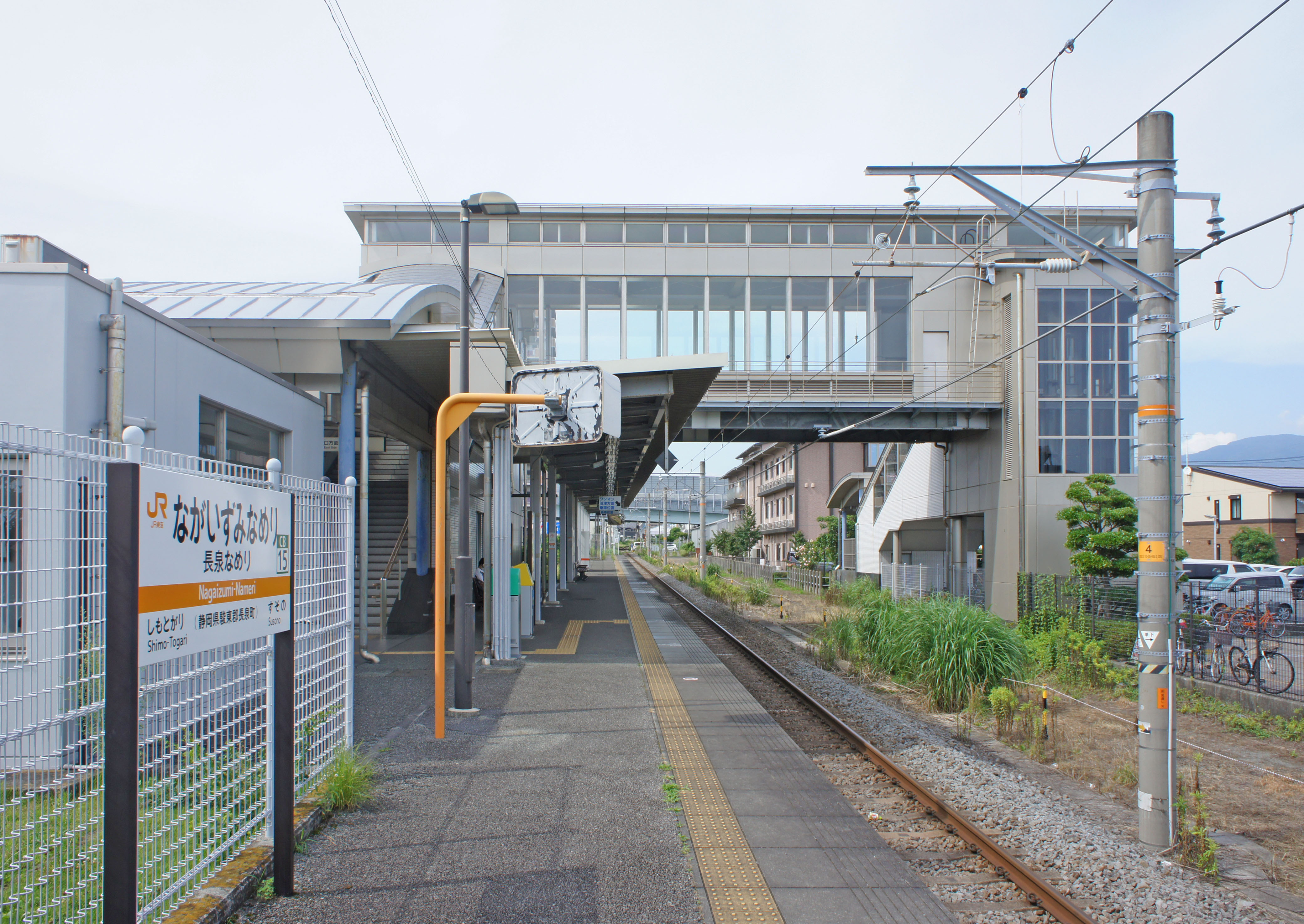
ホーム（2022年6月）

## 利用状況
「静岡県統計年鑑」によると、2021年度（令和3年度）の1日平均乗車人員は804人である。
開業後の推移は以下のとおりである。なお、2003年度（平成17年度）- 2009年度（平成21年度）の統計は非公表である。
| 乗車人員推移       | 乗車人員推移     | 乗車人員推移  |
| 年度               | 1日平均 乗車人員 | 出典          |
| ------------------ | ---------------- | ------------- |
| 2002年（平成14年） | 233              | [ 静岡県 2 ]  |
| 2003年（平成15年） | 非公表           | 非公表        |
| 2004年（平成16年） | 非公表           | 非公表        |
| 2005年（平成17年） | 非公表           | 非公表        |
| 2006年（平成18年） | 非公表           | 非公表        |
| 2007年（平成19年） | 非公表           | 非公表        |
| 2008年（平成20年） | 非公表           | 非公表        |
| 2009年（平成21年） | 非公表           | 非公表        |
| 2010年（平成22年） | 685              | [ 静岡県 3 ]  |
| 2011年（平成23年） | 654              | [ 静岡県 4 ]  |
| 2012年（平成24年） | 742              | [ 静岡県 5 ]  |
| 2013年（平成25年） | 762              | [ 静岡県 6 ]  |
| 2014年（平成26年） | 789              | [ 静岡県 7 ]  |
| 2015年（平成27年） | 886              | [ 静岡県 8 ]  |
| 2016年（平成28年） | 935              | [ 静岡県 9 ]  |
| 2017年（平成29年） | 942              | [ 静岡県 10 ] |
| 2018年（平成30年） | 992              | [ 静岡県 11 ] |
| 2019年（令和元年） | 978              | [ 静岡県 12 ] |
| 2020年（令和02年） | 802              | [ 静岡県 1 ]  |
| 2021年（令和03年） | 804              | [ 静岡県 1 ]  |

## 駅周辺
駅東側には繊維関連の工場や住宅地がある。また、駅の西側は静岡県道394号沼津小山線（旧・国道246号線）が通っており、沿線には様々な店舗や工場がある。
西口側にある駅前広場からは静岡がんセンター方面のバス、長泉町・清水町を通る循環バス（長泉・清水循環バス）が出ている。
- 静岡県立静岡がんセンター
- 駿河平自然公園
- クレマチスの丘
- 富士竹類植物園
- 城山神社（長久保城跡）
- 米山梅吉記念館 - 日本のロータリークラブの創始者、米山梅吉の記念館。
- 東邦テナックス三島事業所
- 東邦化工建設工場
- 富士森永乳業本社工場（三島工場）
- 長泉なめり郵便局
- ヤンセン ファーマ富士工場・富士研究所

## バス路線
「長泉なめり駅」停留所にて、以下の路線バスが発着する。
- 富士急シティバス
  - がんセンター線：がんセンター
  - ベックマン・コールター線：ベックマン・コールター前
  - 駿河平線：駿河平
  - がんセンター線・ベックマン・コールター線・駿河平線：三島駅南口
- 長泉町コミュニティバス（運行委託先：東海バス・伊豆箱根バス・富士急シティバス）
  - 南北線：天神山／静岡医療センター
  - 循環線：下長窪・長泉役場・下土狩駅方面／桜堤・長泉役場・本宿方面／南一色広場方面（長泉町内を8の字で循環する路線）

## 隣の駅
東海旅客鉄道（JR東海）
CB 御殿場線
裾野駅 (CB14) - 長泉なめり駅 (CB15) - 下土狩駅 (CB16)

### 記事本文
1. 1 2 3 4 5  「JR年表」『JR気動車客車編成表 '03年版』ジェー・アール・アール、2003年7月1日、188頁。ISBN 4-88283-124-4。
2. ↑  “長泉なめり駅”. ごてんばせんネット.   御殿場線利活用推進協議会. 2022年11月13日閲覧。
3. 1 2 3  “まちのあゆみ” (PDF) (2013年). 2016年3月4日時点のオリジナルよりアーカイブ。2023年2月12日閲覧。
4. 1 2  東海旅客鉄道編集 『東海旅客鉄道20年史』 東海旅客鉄道、2007年
5. ↑  『平成22年3月 TOICAがますます便利になります!!』（PDF）（プレスリリース）東海旅客鉄道、2009年12月21日。オリジナルの2020年12月19日時点におけるアーカイブ。2020年12月19日閲覧。

### 利用状況
静岡県統計年鑑
1. 1 2  “6.鉄道運輸状況(JR)” (xls). 長期時系列【統計年鑑編】（県・市町村の変遷～商業）.   静岡県. 2024年1月13日時点のオリジナルよりアーカイブ。2024年1月14日閲覧。
2. ↑  “6.鉄道運輸状況” (PDF). 静岡県統計年鑑2002(平成14年).   静岡県. p. 282 (2013年5月9日). 2019年7月3日時点のオリジナルよりアーカイブ。2019年7月3日閲覧。
3. ↑  “6.鉄道運輸状況” (PDF). 静岡県統計年鑑2010(平成22年).   静岡県 (2013年5月9日). 2019年7月3日時点のオリジナルよりアーカイブ。2019年7月3日閲覧。
4. ↑  “6.鉄道運輸状況” (PDF). 静岡県統計年鑑2011(平成23年).   静岡県 (2013年5月9日). 2019年7月3日時点のオリジナルよりアーカイブ。2019年7月3日閲覧。
5. ↑  “6.鉄道運輸状況” (PDF). 静岡県統計年鑑2012(平成24年).   静岡県 (2014年5月1日). 2019年7月3日時点のオリジナルよりアーカイブ。2019年7月3日閲覧。
6. ↑  “6.鉄道運輸状況” (PDF). 静岡県統計年鑑2013(平成25年).   静岡県 (2015年5月11日). 2019年7月3日時点のオリジナルよりアーカイブ。2019年7月3日閲覧。
7. ↑  “6.鉄道運輸状況” (PDF). 静岡県統計年鑑2014(平成26年).   静岡県 (2016年5月2日). 2019年7月3日時点のオリジナルよりアーカイブ。2019年7月3日閲覧。
8. ↑  “6.鉄道運輸状況” (PDF). 静岡県統計年鑑2015(平成27年).   静岡県 (2017年5月2日). 2019年7月3日時点のオリジナルよりアーカイブ。2019年7月3日閲覧。
9. ↑  “6.鉄道運輸状況” (PDF). 静岡県統計年鑑2016(平成28年).   静岡県 (2018年3月29日). 2019年7月3日時点のオリジナルよりアーカイブ。2019年7月3日閲覧。
10. ↑  “6.鉄道運輸状況” (PDF). 静岡県統計年鑑2017(平成29年).   静岡県 (2019年3月27日). 2019年7月3日時点のオリジナルよりアーカイブ。2019年7月3日閲覧。
11. ↑  “6.鉄道運輸状況” (PDF). 静岡県統計年鑑2018(平成30年).   静岡県 (2020年3月17日). 2020年3月25日閲覧。
12. ↑  “6.鉄道運輸状況” (PDF). 静岡県統計年鑑2019(令和元年).   静岡県 (2021年3月23日). 2021年3月24日時点のオリジナルよりアーカイブ。2021年3月24日閲覧。